# مدرسه سادبری
مدرسه سادبری (به انگلیسی: Sudbury) نوعی از مدرسه است که در آن دانش‌آموزان خودشان مسئول آموزش خود هستند و مدرسه به شیوه دموکراسی مستقیم اداره می‌شوند که دانش‌آموزان و بزرگسالان در آن حقوق برابر دارند. دانش‌آموزان از زمان خود هر طور که می‌خواهند استفاده می‌کنند و یادگیری با تجربه‌های معمولی و روزمره و نه از طریق دوره‌های اجباری آموزشی، اتفاق می‌افتد. هیچ برنامه آموزشی از پیش تعیین شده، برنامه درسی اجباری یا دستورالعمل استانداردی وجود ندارد. سادبری نوعی از آموزش دموکراتیک است. دنیل گرینبرگ یکی از بنیان‌گذاران مدل اصلی مدرسه سادبری می‌نویسد که «دو چیزی که یک مدرسه سادبری را از مدارس سنتی جدا می‌کند، این است که در آن با همه یکسان رفتار می‌شود (بزرگسالان و کودکان با هم) و اینکه هیچ قدرتی به جز قدرتی که از رضایت حکومت‌شوندگان گرفته شده باشد وجود ندارد.»
با اینکه هر مدرسه مدل سادبری به‌طور مستقل عمل می‌کند و خط‌مشی‌ها و رویه‌های خود را تعیین می‌کند، اما حدوداً فرهنگ مشترکی دارند. فرهنگ مد نظر مدرسه سادبری با کلماتی مانند آزادی، اعتماد، احترام، مسئولیت و دموکراسی توصیف شده‌است.
نام سادبری از مدرسه دره سادبری که در سال ۱۹۶۸ در فرامینگهام، ماساچوست، در نزدیکی سادبری، ماساچوست تأسیس شد، سرچشمه می‌گیرد. اگرچه هیچ تعریف رسمی یا تنظیم شده‌ای از مدرسه مدل سادبری وجود ندارد، اما در سراسر جهان بیش از ۶۰ مدرسه وجود دارد که خود را با نام سادبری معرفی می‌کنند و برخی، هرچند نه همه، «سادبری» را در عنوان مدرسه خود دارند. این مدارس به عنوان نهادهای مستقل از هم عمل می‌کنند و به هیچ وجه به‌طور رسمی به هم مرتبط نیستند.

## باورهای زیربنایی
مدارس سادبری بر اساس:
1. این باور آموزشی هستند که کودکان در رفتارهای اصلی که در بزرگسالی به آنها نیاز دارند، مانند خلاقیت، تخیل، هوشیاری، کنجکاوی، متفکر بودن، مسئولیت پذیری و قضاوت، بسیار خوب هستند (و بنابراین نیازی به آموزش ندارند). چیزی که کودکان فاقد آن هستند تجربه است که اگر بزرگسالان دانش آموزان را به شیوه‌های باز راهنمایی کنند، می‌توان آن را به دست آورد.
2. این باور اجتماعی سیاسی که داشتن حقوق کامل دموکراتیک در دوران کودکی بهترین راه برای تبدیل شدن به بزرگسالی است که در یک دموکراسی به خوبی و راحتی عمل می‌کند.

«مقدمات اساسی مدرسه ساده است: این که همه مردم ذاتاً کنجکاو هستند. کارآمدترین، طولانی‌ترین و عمیق‌ترین یادگیری زمانی اتفاق می‌افتد که توسط یادگیرنده شروع و دنبال شود. این که همه افراد در صورتی خلاق هستند که به آنها اجازه داده شود استعدادهای منحصر به فرد خود را شکوفا کنند. این که اختلاط سنی در بین دانش آموزان باعث رشد همه اعضای گروه می‌شود. و آزادی برای توسعه مسئولیت شخصی ضروری است.»

## دموکراسی مدرسه
تمام جنبه‌های اداره یک مدرسه سادبری توسط جلسه هفتگی مدرسه تعیین می‌شود که از مدل جلسات سنتی نیوانگلند الگوبرداری شده‌است. جلسه مدرسه می‌تواند در مورد تصویب، اصلاح و لغو قوانین مدرسه، مدیریت بودجه مدرسه، و تصمیم‌گیری در مورد استخدام و اخراج کارکنان باشد. هر یک از افراد حاضر - از جمله دانش آموزان و کارکنان - دارای رای مساوی هستند و اکثر تصمیمات با اکثریت ساده گرفته می‌شود.
قوانین مدرسه معمولاً در یک کتاب حقوقی جمع‌آوری می‌شود که به‌طور مکرر در طول زمان به‌روزرسانی می‌شود و قانون مدرسه را شکل می‌دهد. معمولاً یک رویه مشخص برای رسیدگی به شکایات وجود دارد و بیشتر مدارس از دستورالعمل‌هایی پیروی می‌کنند که به ایده رویه عادلانه احترام می‌گذارد. معمولاً قوانینی وجود دارد که مستلزم تحقیق، استماع، دادرسی، صدور حکم و اجازه تجدیدنظر است، عموماً از این فلسفه پیروی می‌کنند که دانش آموزان با پیامدهای رفتار خود روبرو هستند.

## یادگیری
فلسفه آموزشی سادبری را می‌توان به صورت زیر خلاصه کرد: یادگیری محصول جنبی طبیعی تمام فعالیت‌های انسانیست. یادگیری توسط خود شروع می‌شود و خودانگیخته است.
مدل آموزشی بیان می‌کند که راه‌های زیادی برای یادگیری وجود دارد و یادگیری فرآیندی است که فرد انجام می‌دهد، نه فرآیندی که برای او انجام می‌شود. طبق مدل، حضور و راهنمایی معلم ضروری نیست.
تبادل آزاد ایده‌ها و گفت‌وگو آزاد و تعامل بین افراد، زمینه‌هایی را فراهم می‌کند که ممکن است برای دانش‌آموزان مرتبط و جالب باشد. دانش آموزان از تمام سنین با هم هستند. دانش آموزان بزرگتر از دانش آموزان کوچکتر یادمی‌گیرند و برعکس. حضور دانش آموزان بزرگتر الگوهای مثبت و منفی را برای دانش آموزان کوچکتر فراهم می‌کند. فراگیر بودن بازی منجر به این می‌شود که کسانی که اولین بار از مدارس بازدید می‌کنند فکر می‌کنند دانش‌آموزان در «زنگ تفریح» دائمی هستند.
به‌طور ضمنی و صریح، به دانش‌آموزان مسئولیت آموزش داده می‌شود: تنها دانش‌آموز آنچه را که دانش‌آموز خواهد آموخت، تعین می‌کند. زمانی که دانش آموز درخواست کلاس خاصی می‌کند یا کارآموزی ترتیب می‌دهد هرچند استثنائاتی وجود دارد. مدارس سادبری دانش‌آموزان را مقایسه یا رتبه‌بندی نمی‌کنند—مدرسه نیازی به آزمون، ارزیابی یا رونوشت ندارد.
خواندن و نوشتن مانند هر موضوع دیگری در نظر گرفته می‌شود: دانش‌آموزان یادمی‌گیرند اگر می‌خواهند زودتر و با تلاش خود یا صرفاً با ادامه زندگی‌شان بخوانند.
«فقط تعداد کمی از بچه‌ها وقتی تصمیم به یادگیری می‌گیرند به دنبال کمک هستند. به نظر می‌رسد هر کودک روش خاص خود را دارد. برخی از آنها از خواندن یادمی‌گیرند، داستان‌ها را حفظ می‌کنند و در نهایت آنها را می‌خوانند. برخی از جعبه‌های غلات، برخی دیگر از دستورالعمل‌های بازی، برخی دیگر از تابلوهای خیابان یادمی‌گیرند. برخی خودشان صداهای حروف را می‌آموزند، برخی دیگر هجاها و برخی دیگر کلمات کامل را. صادقانه بگویم، ما به ندرت می‌دانیم که چگونه این کار را انجام می‌دهند و به ندرت به ما می‌گویند.»

## مقایسه با مدل‌های مشابه
این مدل از جهاتی با انواع دیگر مدارس دموکراتیک و مدارس آزاد متفاوت است، اما شباهت‌های زیادی وجود دارد:
- عدم تأکید بر کلاس‌ها: هیچ برنامه درسی یا مجموعه‌ای از دوره‌های اجباری وجود ندارد. در عوض، علاقه یادگیرنده راهنمایشان است. دانش آموزانی که آنچه را که می‌خواهند مطالعه کنند، مطالعه می‌کنند.[۱] به‌طور کلی هیچ کلاسی درس وجود ندارد، فقط اتاق‌هایی وجود دارد که افراد در آنجا تجمع می‌کنند.[۱۶]
- اختلاط سنی: دانش‌آموزان بر اساس سن و سال از همدگیر جدا نمی‌شوند، بلکه اجازه دارند تا کودکان بزرگتر و کوچکتر از خود باشند. این ترکیب سنی ابزاری قدرتمند برای تقویت یادگیری دیده می‌شود.[۱۷]
- دموکراسی خودمختار: والدین در اداره مدرسه دخالت محدودی دارند یا هیچ دخالتی ندارند. مدارس سادبری توسط یک شورای مدرسه دموکراتیک اداره می‌شوند که در آن فقط دانش‌آموزان و کارکنان به‌طور برابر شرکت می‌کنند. بر خلاف بسیاری از مدارس، در همین جلسات است که در مورد استخدام و اخراج کارکنان نیز تصمیم گرفته می‌شود.[۱۸]